# Probleme personale (film)
Probleme personale este un film românesc din 1981 regizat de David Reu. Scenariul filmului a fost scris de Grigore Zanc, după o idee din romanul propriu Cădere liberă (1978). Rolurile principale au fost interpretate de actorii Traian Stănescu, Dorel Vișan și Liliana Tudor.

## Distribuție
Distribuția filmului este alcătuită din:
- Traian Stănescu — Cremene, lector de istoria artei la Facultatea de Filozofie, numit în funcția de activist în cadrul Comitetului Municipal de Partid
- Dorel Vișan — prim-secretarul Comitetului Județean de Partid
- Liliana Tudor — Camelia Pop, balerină și studentă, iubita prof. Cremene
- Ioana Crăciunescu — Mara Pospaiu, asistentă medicală și psiholog, fiica fostei gazde a prof. Cremene
- Grigore Constantin — Medan, secretar de partid
- Margareta Pogonat — Florescu, secretară de partid
- Mircea Anghelescu — Moina, secretar de partid
- Dumitru Chesa — Rotaru, activist de partid
- Wilhelmina Câta
- Constantin Zărnescu — directorul Uzinei de utilaje electrice
- Mihai Stan — frizerul care-l bărbierește pe Cremene
- Zaharia Volbea — Dumitru Ciolpan, angajatul Administrației Cimitirelor care trimite un memoriu la partid
- Angela Radoslăvescu — pianista care cere partidului să-i dea o pensie
- Radu Panamarenco — responsabilul carmangeriei
- Mariana Calotescu — nepoata tov. Iordan (fostul coleg de facultate al prim-secretarului)
- Barbu Ulmeanu
- Viorel Popescu
- Gheorghe Gavrilescu Bossun
- Alexandru Virgil Platon — maistrul de la Uzina de utilaje electrice (menționat Virgil Platon)
- Petre Gheorghiu Goe — bețivul din gară
- Tamara Popescu
- Virgil Constantinescu
- Lidia Rădulescu
- Constanța Perin
- Rada Antip
- Armand Craiu
- Gheorghe Dițu
- Rodica Bîrlea
- Emil Bârlădeanu
- Ion Sima
- Teodor Oprea
- Tiberiu Tomcsany
- Simona Schwatz
- Aurel David
- Dan Vasile
- Nicolae Alexe
- Constantin Radulescu
- Ion Marin
- Vasile Popovici
- Mihai Niculescu
- Aurel Popescu
- Maria Georgescu
- Mihai Dragotă
- Viorel Lupu
- Florentina Failler
- Ștefan Petru
- Marusica Moldovan
- Gabriel Alexandru — copil
- Grigore Zanc — Terente, activistul de partid critic la adresa lui Cremene (nemenționat)

## Primire
Filmul a fost vizionat de 1.649.463 de spectatori în cinematografele din România, după cum atestă o situație a numărului de spectatori înregistrat de filmele românești de la data premierei și până la data de 31 decembrie 2014 alcătuită de Centrul Național al Cinematografiei.